# 70711 Arlinbartels
70711 Arlinbartels este un asteroid din centura principală de asteroizi.

## Descriere
70711 Arlinbartels este un asteroid din centura principală de asteroizi. A fost descoperit pe 30 octombrie 1999 în cadrul proiectului CSS. Asteroidul prezintă o orbită caracterizată de o semiaxă mare de 2,41 ua, o excentricitate de 0,19 și o înclinație de 3,2° în raport cu ecliptica.